# Folligny
Ne doit pas être confondu avec Fuligny ou Fouligny.
Folligny est une commune française, située dans le département de la Manche en région Normandie, peuplée de 1 109 habitants.
Elle fait partie des villages labellisés Village patrimoine, qui œuvrent à mettre en avant leurs patrimoines matériels et/ou immatériels (historique, culturel, naturel, architectural, etc.). 

## Géographie
| Saint-Jean-des-Champs | Saint-Sauveur-la-Pommeraye, La Meurdraquière | Équilly            |
| Saint-Jean-des-Champs | Folligny                                     | Équilly, Hocquigny |
| Saint-Jean-des-Champs | La Lucerne-d'Outremer                        | Hocquigny          |

### Hydrographie
La commune est située dans le bassin Seine-Normandie. Elle est drainée par le Thar, le Doucoeur, le ruisseau de Laune, le cours d'eau 01 de la commune de Folligny, le cours d'eau 01 de la Datinière, le cours d'eau 02 de la commune de Folligny, le fossé 01 de la Beaussonniere, le fossé 01 de la Blondière et divers autres petits cours d'eau,.
Le Thar, d'une longueur de 25 km, prend sa source dans la commune de La Mouche et se jette  dans le golfe de Saint-Malo à Saint-Pair-sur-Mer, après avoir traversé onze communes. 

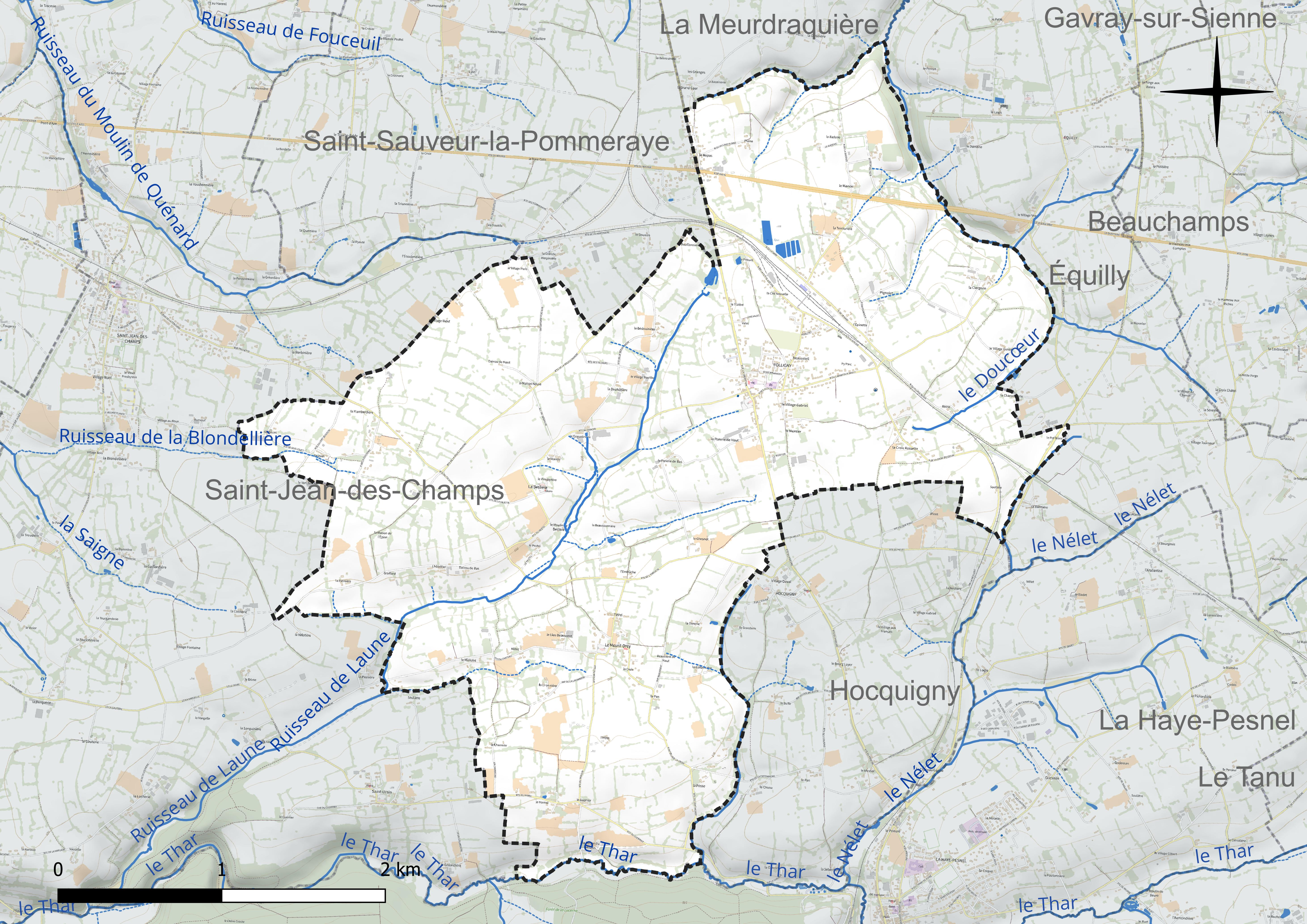
Réseau hydrographique de Folligny.

### Climat
Pour des articles plus généraux, voir Climat de la Normandie et Climat de la Manche.
En 2010, le climat de la commune est de type climat océanique franc, selon une étude du CNRS s'appuyant sur une série de données couvrant la période 1971-2000. En 2020, Météo-France publie une typologie des climats de la France métropolitaine dans laquelle la commune est exposée à un climat océanique et est dans la région climatique « Normandie (Cotentin, Orne) » et « Bretagne orientale et méridionale, Pays nantais, Vendée ». Parallèlement le GIEC normand, un groupe régional d’experts sur le climat, différencie quant à lui, dans une étude de 2020, trois grands types de climats pour la région Normandie, nuancés à une échelle plus fine par les facteurs géographiques locaux. La commune est, selon ce zonage, exposée à un « climat maritime », correspondant au Cotentin et à l'ouest du département de la Manche, frais, humide et pluvieux, où les contrastes pluviométrique et thermique sont parfois très prononcés en quelques kilomètres quand le relief est marqué.
Pour la période 1971-2000, la température annuelle moyenne est de 10,8 °C, avec une amplitude thermique annuelle de 12,3 °C. Le cumul annuel moyen de précipitations est de 1 007 mm, avec 14,2 jours de précipitations en janvier et 8,7 jours en juillet. Pour la période 1991-2020, la température moyenne annuelle observée sur la station météorologique la plus proche, située sur la commune de Longueville à 11 km à vol d'oiseau, est de 11,9 °C et le cumul annuel moyen de précipitations est de 802,4 mm,. Pour l'avenir, les paramètres climatiques de la commune estimés pour 2050 selon différents scénarios d’émission de gaz à effet de serre sont consultables sur un site dédié publié par Météo-France en novembre 2022.

## Urbanisme

### Typologie
Au 1er janvier 2024, Folligny est catégorisée commune rurale à habitat dispersé, selon la nouvelle grille communale de densité à sept niveaux définie par l'Insee en 2022.
Elle est située hors unité urbaine. Par ailleurs la commune fait partie de l'aire d'attraction de Granville, dont elle est une commune de la couronne,. Cette aire, qui regroupe 34 communes, est catégorisée dans les aires de moins de 50 000 habitants,.

### Occupation des sols
L'occupation des sols de la commune, telle qu'elle ressort de la base de données européenne d’occupation biophysique des sols Corine Land Cover (CLC), est marquée par l'importance des territoires agricoles (94,1 % en 2018), en diminution par rapport à 1990 (96 %). La répartition détaillée en 2018 est la suivante : 
prairies (60,9 %), terres arables (20 %), zones agricoles hétérogènes (13,2 %), zones urbanisées (5,2 %), forêts (0,7 %). L'évolution de l’occupation des sols de la commune et de ses infrastructures peut être observée sur les différentes représentations cartographiques du territoire : la carte de Cassini (XVIIIe siècle), la carte d'état-major (1820-1866) et les cartes ou photos aériennes de l'IGN pour la période actuelle (1950 à aujourd'hui).

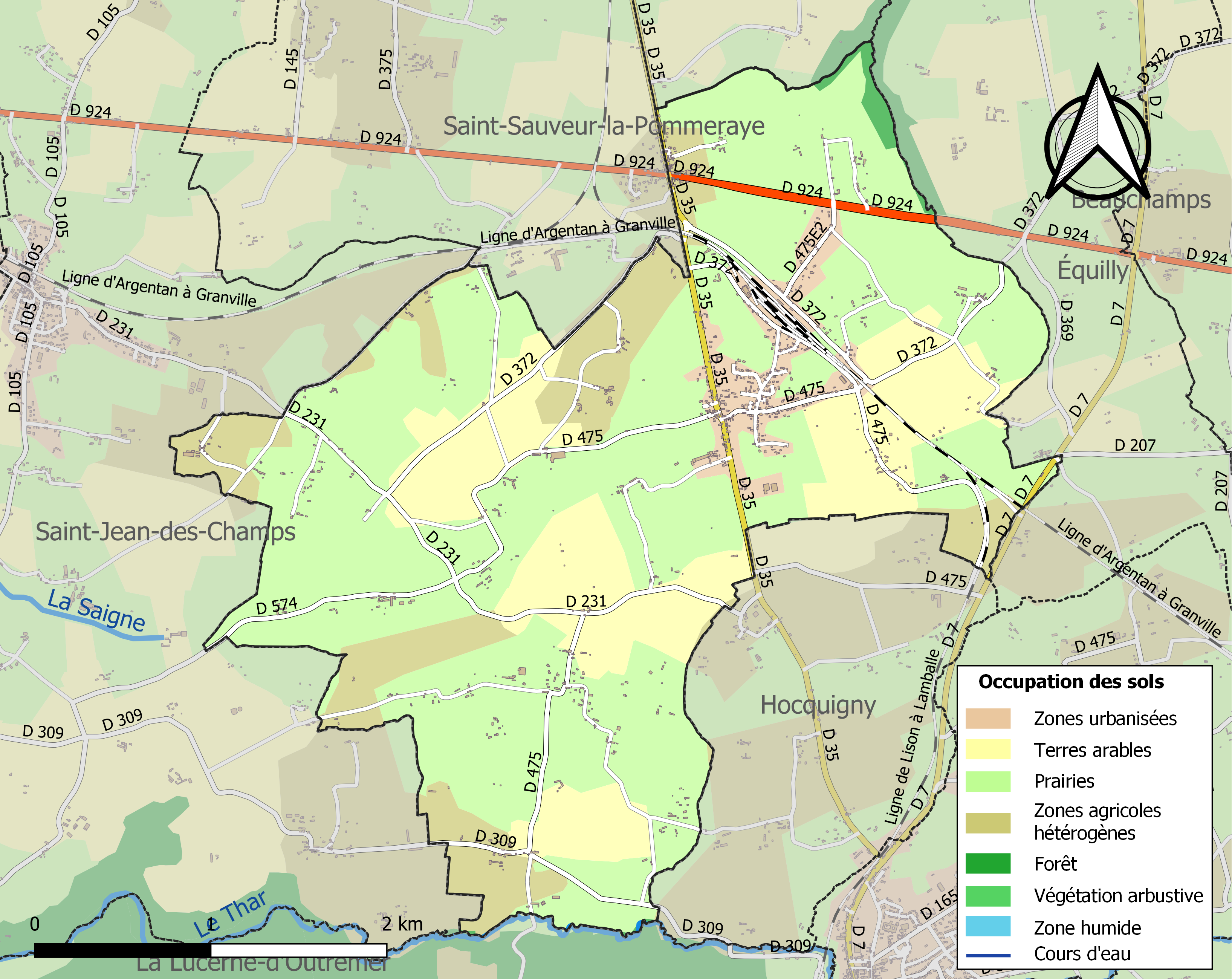
Carte des infrastructures et de l'occupation des sols de la commune en 2018 (CLC).

## Toponymie
Le nom de la localité est attesté sous la forme Foligneium en 1248.
Le gentilé est Follignais.

## Histoire
Il se tenait à Folligny trois foires annuelles remontant à 1193 : celle de la Saint-Jacques, de la Saint-Christophe et celle de la Saint-Denis. De nos jours, seule la foire de la Saint-Barnabé se tient encore.
Au XIVe et XVe siècles, la famille de Folligny, originaire de la paroisse, possédait plusieurs fiefs noble sur le territoire de Folligny. Richard de Folligny, curé de Carantilly, est dit en 1504, tenir du roi la terre de Folligny à « gage plège » tenue par une franche et noble vavassorie dont le chef est assis en la paroisse de Folligny,.
Un Henry de M[e]udrac fonda, en 1193, au Repas un hôpital dédié à saint Jacques qui fut uni à celui de la Haye-Pesnel. Il disparut en 1238. Deux seigneurs de Folligny faisaient partie des 119 gentilshommes défenseurs du Mont-Saint-Michel en 1434. La paroisse eut pour curé, Jean-Jacques Desroches (1797-1862) auteur notamment d'une Histoire du Mont-Saint-Michel et du diocèse d'Avranches (1838).
En 1973, Folligny (565 habitants en 1968) a fusionné avec La Beslière (164 habitants, à l'ouest de Folligny) et Le Mesnil-Drey (184 habitants, au sud-ouest), qui ont gardé le statut de communes associées.

## Politique et administration
| Période                                  | Période   | Identité           | Étiquette | Qualité                                |
| ---------------------------------------- | --------- | ------------------ | --------- | -------------------------------------- |
| 1945                                     | 1965      | Marcel Lebigre     | SE        | Commerçant                             |
| 1965                                     | 1989      | Victor Lenoir      |           | Agriculteur                            |
| 1989                                     | 1995      | Archange Harasse   |           | Employé SNCF                           |
| juin 1995                                | mars 2014 | Bernard Defortescu | PS        | Responsable affaires sociales retraité |
| mars 2014                                | mai 2020  | Jean-Pierre Girard | SE        | Retraité de la fonction publique       |
| mai 2020                                 | En cours  | Florence Goujat    | SE        | Agent d'assurance                      |
| Les données manquantes sont à compléter. |           |                    |           |                                        |

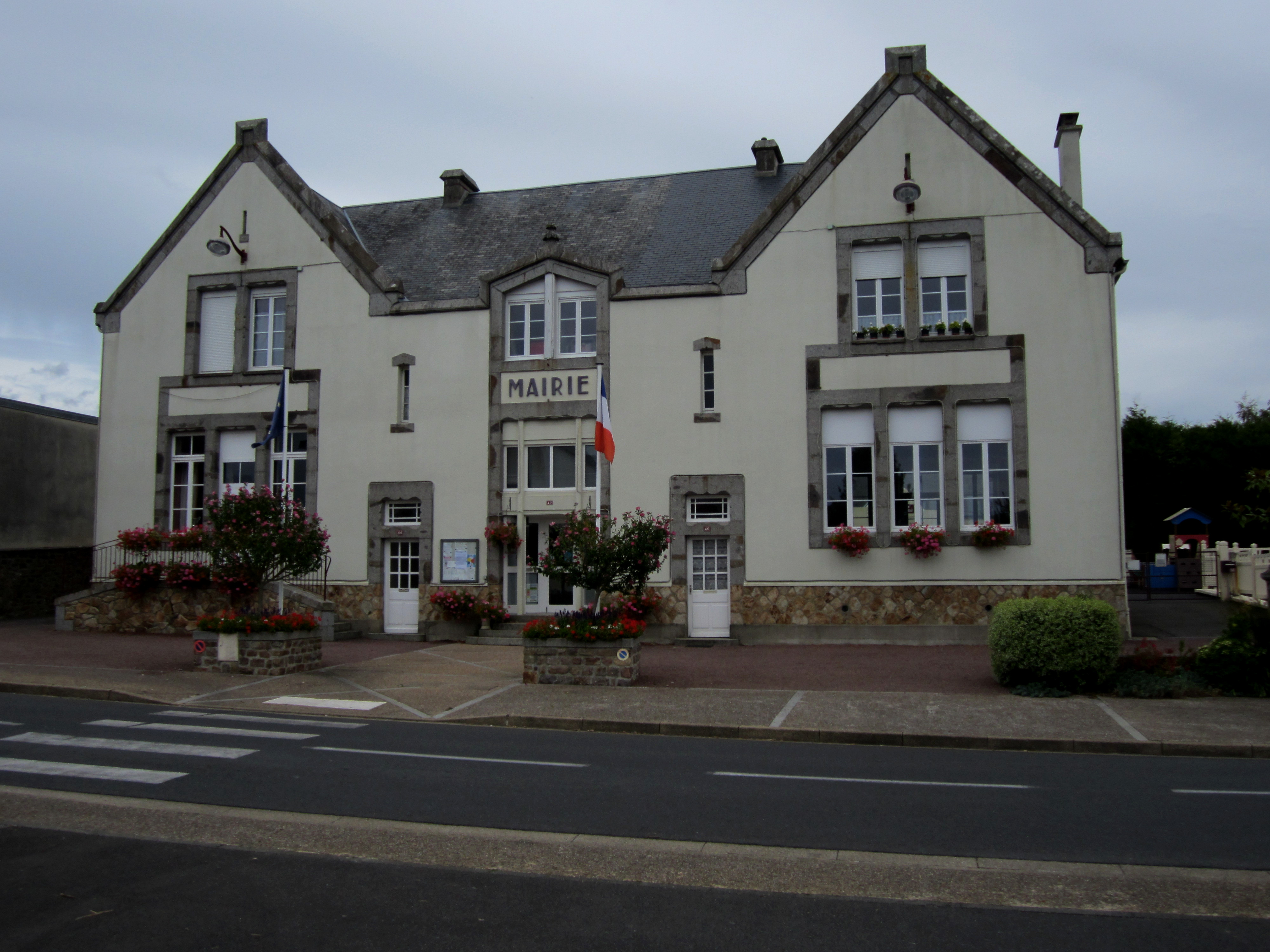
Mairie.

Le conseil municipal est composé de quinze membres dont le maire et quatre adjoints. L'un de ces conseillers est maire délégué de la commune associée de La Beslière et un autre de celle du Mesnil-Drey.

## Démographie
L'évolution du nombre d'habitants est connue à travers les recensements de la population effectués dans la commune depuis 1793. Pour les communes de moins de 10 000 habitants, une enquête de recensement portant sur toute la population est réalisée tous les cinq ans, les populations de référence des années intermédiaires étant quant à elles estimées par interpolation ou extrapolation. Pour la commune, le premier recensement exhaustif entrant dans le cadre du nouveau dispositif a été réalisé en 2008.
En 2022, la commune comptait 1 109 habitants, en évolution de +2,21 % par rapport à 2016 (Manche : −0,31 %, France hors Mayotte : +2,11 %).
Avant la fusion de 1973, Folligny a compté jusqu'à 645 habitants en 1931. Le Mesnil-Drey et La Beslière avaient atteint leurs maxima démographiques bien avant : 354 habitants en 1836 pour La Beslière et 430 en 1841 pour Le Mesnil-Drey. La population totale des trois communes avait atteint 1 392 habitants en 1846.
Après 1972, les statistiques démographiques incluent Le Mesnil-Drey et La Beslière. Pour les populations avant 1972 de ces deux anciennes communes, voir leurs articles respectifs.
| 1793 | 1800 | 1806 | 1821 | 1831 | 1836 | 1841 | 1846 | 1851 |
| ---- | ---- | ---- | ---- | ---- | ---- | ---- | ---- | ---- |
| 517  | 464  | 531  | 556  | 531  | 541  | 540  | 634  | 511  |

| 1856 | 1861 | 1866 | 1872 | 1876 | 1881 | 1886 | 1891 | 1896 |
| ---- | ---- | ---- | ---- | ---- | ---- | ---- | ---- | ---- |
| 515  | 505  | 460  | 437  | 422  | 515  | 555  | 527  | 559  |

| 1901 | 1906 | 1911 | 1921 | 1926 | 1931 | 1936 | 1946 | 1954 |
| ---- | ---- | ---- | ---- | ---- | ---- | ---- | ---- | ---- |
| 569  | 561  | 613  | 550  | 609  | 645  | 637  | 516  | 608  |

| 1962 | 1968 | 1975 | 1982 | 1990 | 1999 | 2006 | 2008 | 2013  |
| ---- | ---- | ---- | ---- | ---- | ---- | ---- | ---- | ----- |
| 547  | 565  | 791  | 690  | 760  | 777  | 920  | 961  | 1 064 |

| 2018  | 2022  | - | - | - | - | - | - | - |
| ----- | ----- | - | - | - | - | - | - | - |
| 1 093 | 1 109 | - | - | - | - | - | - | - |

## Économie

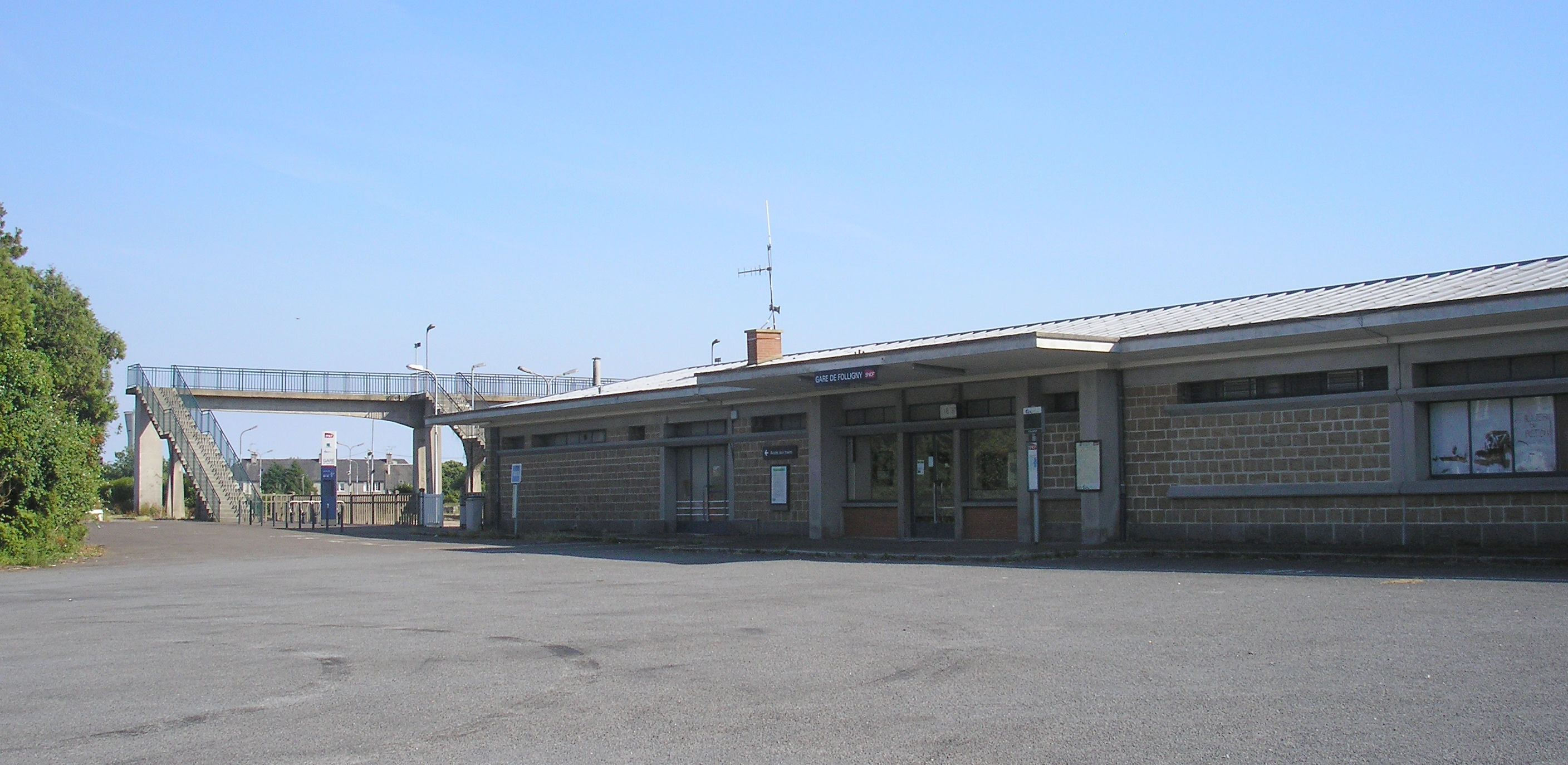
La gare de Folligny.

La gare de Folligny est un nœud ferroviaire. En effet, les lignes Paris-Granville et Lison-Dol de Bretagne s'y rejoignent.

## Lieux et monuments

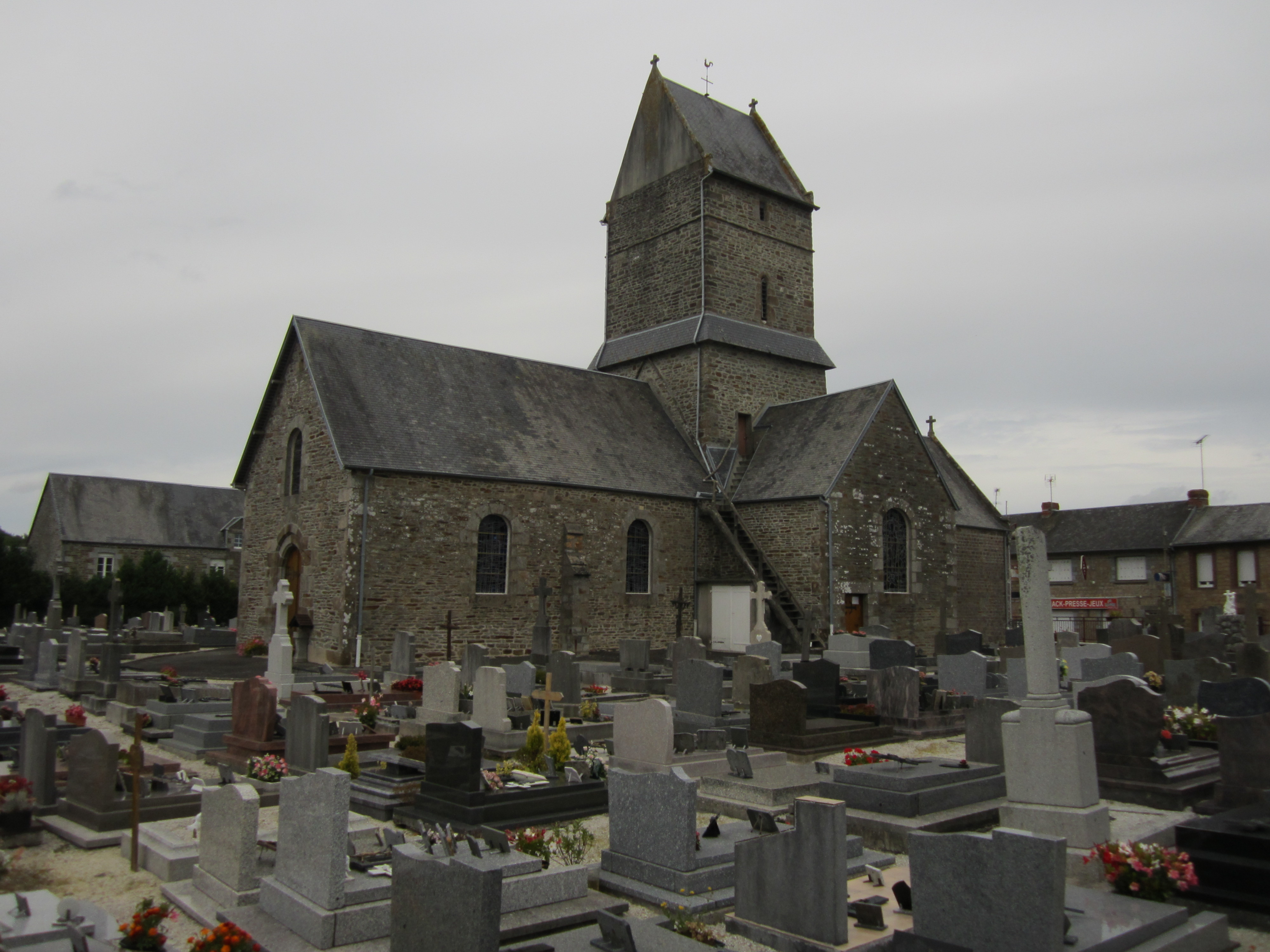
L'église Notre-Dame.

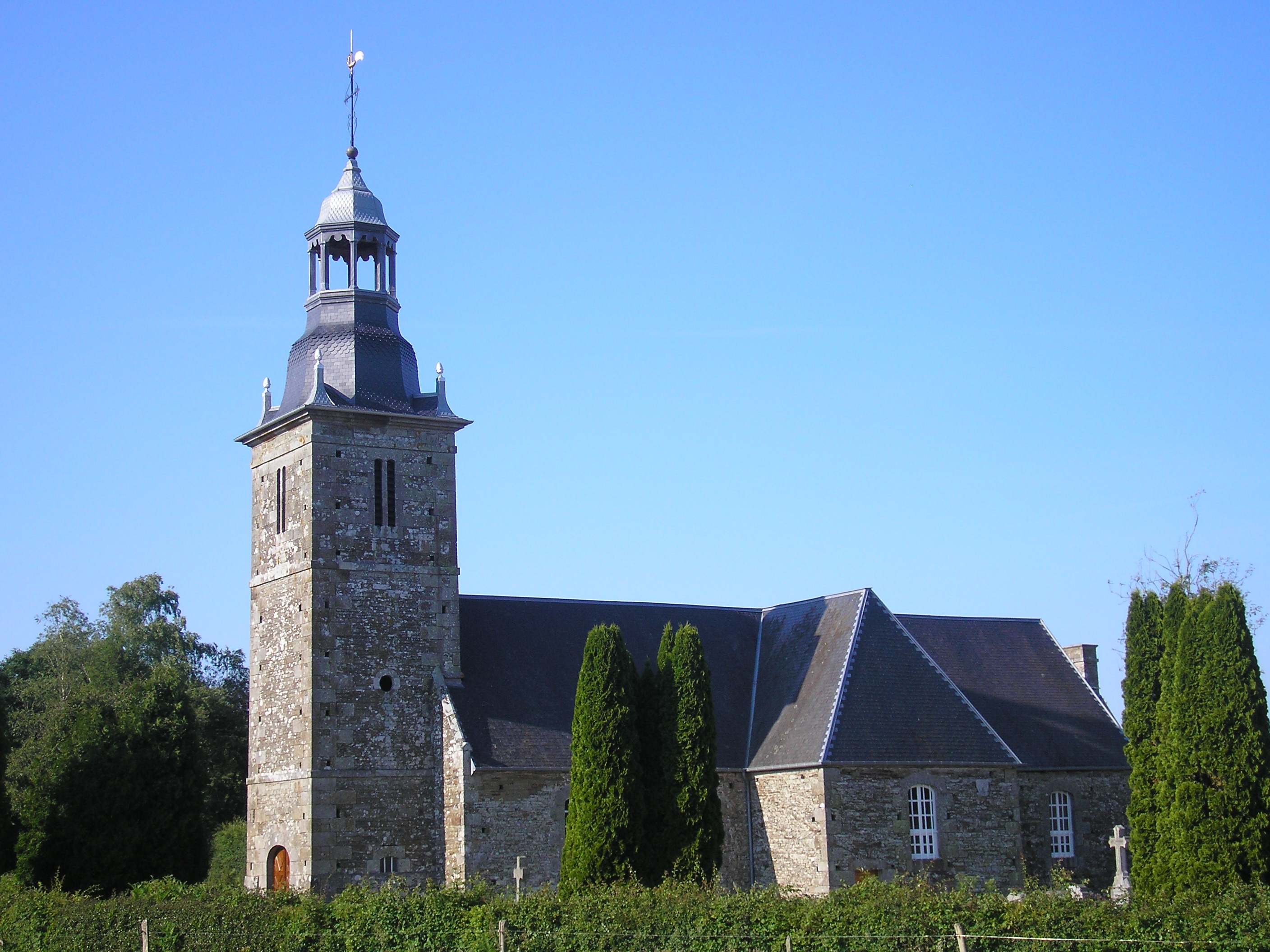
L'église de La Beslière.

- Église Notre-Dame de Folligny des XVIIe – XIXe siècles édifiée sur un plan roman en pierre avec tour à la croisée des transepts. Elle abrite un maître-autel avec bas-reliefs du XXe siècle, les statues de sainte Barbe du XVIIIe siècle, sainte Thérèse du XXe siècle, saint Sébastien et saint Roch du XIXe siècle et un tableau l'Assomption de la Vierge du XIXe siècle.
- Église Saint-Pierre-Saint-Paul de La Beslière du XVIIIe siècle. Elle abrite un retable en boiseries classé au titre objet aux monuments historiques[35].
- Église Notre-Dame-de-l'Annonciation du Mesnil-Drey du XVIIe siècle.

Toutes ces églises dépendent de la paroisse Saint-Pierre-et-Saint-Paul du doyenné du Pays de Granville-Villedieu.
- Vestiges de fortifications médiévales au Viverot (près du manoir de Folligny).
- Manoir de Folligny du XVIe siècle, bâti par la famille de Meurdrac.
- Le Repas ; probable station routière gallo-romaine.
- Croix de cimetière des XIXe – XXe siècles, croix de chemin dite du Prieuré.
- Lavoir restauré.
- Ancien presbytère du Mesnil-Drey, converti en gîte rural.

## Activité et manifestations

### Manifestation
- Foire le 12 juin. Vente de chevaux et autres bestiaux.

### Sports
L'Association sportive de Folligny fait évoluer deux équipes de football en divisions de district.